# Adriaen Anthonisz
Adriaen Anthonisz of Adriaen Anthonisz van Alcmaer (Alkmaar, 1541 - aldaar, 1620) was wiskundige, burgemeester van Alkmaar (1573) en vestingbouwkundige. Anthonisz wordt ook gezien als een van de eerste ingenieurs die volgens de principes van het oud-Nederlands vestingstelsel werkte, en de eerste die de principes ook in de praktijk heeft toegepast.

## Biografie
Zijn vader was waagmeester, maar Adriaen werd opgeleid als landmeter. Hij kwam naar de Nederlanden om dienst te doen bij de genie, waarbij hij in de Tachtigjarige Oorlog grote diensten aan het land bewees, bij de veldslagen tegen de Spanjaarden, zowel bij het belegeren en verdedigen van diverse vestingsteden. In 1578 werd hij fortificatiemeester.
Door zijn eigen visie op het gebied van fortificaties verwierf hij de eretitel Stercktebouwmeester der Vereenighde Nederlanden. Hij had echter te maken met middeleeuwse stadsmuren en gebrek aan financiële middelen van zijn opdrachtgevers. Ook werd hij benoemd tot Mathemathicus van Oranje. Anthonisz was de eerste Nederlander die het getal π (pi) tot op zes decimalen nauwkeurig wist te definiëren.
Hij was gehuwd met Suida Dirksdochter, uit het geslacht van de Brederodes. Zij kregen zover bekend acht kinderen, Dirk, Adriaan, Anthonie, Jacob, Jan, Abraham, Trijn en Barber. De kinderen heetten aanvankelijk allemaal Adriaansz. Maar toen Adriaen en Jacob in Leiden studeerden kregen zij de bijnaam Metius vanwege hun opleidingsrichting in de wiskunde en de meetkunde. Beide zoons hebben deze naam aangenomen als geslachtsnaam.
Anthonisz werd, tezamen met Simon Stevin, met grote regelmaat door de Raad van State en stadhouder Maurits ingeschakeld bij het ontwerp van vestigingen aan de  grenzen van de Republiek. Hij heeft onder andere de volgende vestingsteden voorzien van versterkingen:
- Alkmaar
- Amersfoort
- Amsterdam
- Bredevoort
- Bourtange
- Bergen op Zoom
- Coevorden
- Goes
- Gorinchem
- Harderwijk
- Harlingen
- Hasselt
- Heusden

- Hoorn
- Kampen
- Muiden
- Naarden
- Schenkenschans
- Stavoren
- Tiel
- Utrecht (o.a. Lepelenburg en Lucasbolwerk)
- Willemstad
- Wijk bij Duurstede
- Woudrichem
- Zwolle

- Biografisch Portaal: 22814007
- International Standard Name Identifier: 0000 0003 9452 1407
- Nederlandse Thesaurus van Auteursnamen: 273291181
- Virtual International Authority File: 289028194
- WorldCat: E39PBJp9qWYbWFJ9Mh7pG8YVmd